# Kup Hrvatske u dvoranskom hokeju za muškarce 2018.
Kup Hrvatske za muškarce u dvoranskom hokeju za sezonu 2018./19. je peti put zaredom osvojila Zelina iz Svetog Ivana Zeline. 

Natjecanje je održano 15. prosinca 2018. 

## Sudionici
- Concordia 1906 - Zagreb
- Jedinstvo  - Zagreb
- Marathon - Zagreb
- Mladost - Zagreb
- Trešnjevka - Zagreb
- Zelina - Sveti Ivan Zelina
- Zrinjevac - Zagreb

## Rezultati
| klub1           | rez.            | klub2           |                         |
| četvrtzavršnica | četvrtzavršnica | četvrtzavršnica | četvrtzavršnica         |
| --------------- | --------------- | --------------- | ----------------------- |
| Concordia 1906  | 2:7             | Zrinjevac       |                         |
| Jedinstvo       | 0:13            | Mladost         |                         |
| Trešnjevka      | 17:2            | Marathon        |                         |
|                 |                 |                 |                         |
| poluzavršnica   |                 |                 |                         |
| Zrinjevac       | 0:6             | Mladost         |                         |
| Zelina          | 9:4             | Trešnejvka      |                         |
|                 |                 |                 |                         |
| završnica       |                 |                 |                         |
| Mladost         | 1:6             | Zelina          | "Zelina" pobjednik kupa |

## Vanjske poveznice
- hhs-chf.hr, Hrvatski hokejski savez